# 石田隼都
石田 隼都（いした はやと、2003年4月5日 - ）は、栃木県真岡市出身のプロ野球選手（投手・育成選手）。左投左打。読売ジャイアンツ所属。

## 経歴

### プロ入り前
真岡市立真岡小学校で軟式野球を始め、真岡市立真岡中学校では硬式野球のクラブチームである真岡ボーイズに所属。3年時にNOMOベースボールクラブのジュニアオールジャパンに選出された。
東海大学付属相模高等学校に進学し、1年春からベンチ入り。2学年上に遠藤成、1学年上に山村崇嘉、西川僚祐がいた。同年夏の第101回全国高等学校野球選手権大会に出場し、中京学院大中京との3回戦で大会初登板・初先発して5回1失点と好投したが、自身の降板後にチームが逆転を許し敗れた。2年春の第92回選抜高等学校野球大会の出場が決定していたが、新型コロナウイルスの影響により同年の公式戦が全て中止となった。2020年甲子園高校野球交流試合に出場し、大阪桐蔭と対戦したが敗れた。同年秋からエースとなり、3年春の第93回選抜高等学校野球大会に出場。全5試合（先発2試合）に登板して合計29.1回を無失点に抑えて優勝した。同大会で無失点の優勝投手は69年ぶりであった。春夏連覇を目指し同年夏の神奈川県大会でも順当に勝ち進んでいたが、準々決勝前にベンチ入りメンバー17人がコロナウイルスに感染したため、出場辞退となった。
その後、2021年9月22日にプロ志望届を提出。10月11日に行われたドラフト会議にて、読売ジャイアンツから4位指名を受け、11月18日に契約金4000万円、年俸600万円で仮契約した（金額は推定）。背番号は56。

### 巨人時代
2022年は体づくりに励み、二軍での登板も2試合にとどまった。11月25日、10万円増となる推定年俸610万円で契約を更改した。
2023年は二軍で8試合に登板（うち先発7度）し、3勝2敗、防御率3.31を記録したが、8月に背中を痛めてそのままシーズンを終えた。11月9日、現状維持となる推定年俸610万円で契約を更改した。
2024年は、3月25日に左肘内側側副じん帯再建術（トミー・ジョン手術）を受け、この年の公式戦に登板することはなかった。9月30日にこの年限りで自由契約となることが発表され、育成選手として再契約する方針であることが報じられた。11月21日に契約更改に臨み、育成契約を締結した。
2025年、背番号が077に変更となることが公示された。2月5日にはブルペンで投球練習を再開した。

## 詳細情報

### 背番号
- 56（2022年[11] - 2024年）
- 077（2025年[20] - ）